# アルティマニア
アルティマニア（ULTIMANIA）とは、スクウェア・エニックス（旧スクウェア）が発行しているゲーム攻略本のシリーズ名、および同社の登録商標（第4325755号）。
制作・編集は、『ディシディア ファイナルファンタジーNT ULTIMANIA』までは「スタジオベントスタッフ」単独、『アナザーエデン 時空を超える猫 WORLD ULTIMANIA』から『ファイナルファンタジーVII リメイク マテリアル ULTIMANIA Plus』までは「スタジオベントスタッフ/デジタルハーツ」の共同制作、『ファイナルファンタジーXVI ULTIMANIA』以降は「デジタルハーツ」単独が手がける。

## 概要
語源は「究極（ULTIMATE）のマニア（MANIA）」であり、ゲームの全てを遊び尽くすというコンセプトにより制作されており、シナリオ考察や設定資料集なども収録されている。攻略本の「徹底・大容量」志向の皮切り的存在ともいえる。
1999年の『ファイナルファンタジーVIII ULTIMANIA』が220万部の大ヒットを記録したのを皮切りに、デジキューブが各作品のアルティマニアを発売していった。2003年のデジキューブの倒産後にいったん絶版となるが、スクウェア・エニックスの出版事業部に権利が引き継がれて再版されている。その後の新作も同社から発行されている。
長らくA5判で出版されてきたが、2019年2月28日発売の「キングダム ハーツIII ULTIMANIA」以降は原則B5判での出版となった。

### 種別の編集傾向
アルティマニア
主に元スクウェア系のゲームソフトが選ばれるが、2015年3月に初めてカプコン作品のアルティマニアが発売された。ゲームデータ・攻略フローチャート・コラム・インタビューとバランス良く掲載。基本的に『解体真書シリーズ』と編集形式に大差はない。『FFIX』以降はページに目録がついた。
オンラインアルティマニア
坂口博信の意向で、ネットの普及を狙ったインターネット限定コンテンツ形式。『FFIX』のものが唯一で、現在は閲覧も不可能になっている。
分冊
- シナリオアルティマニア・バトルアルティマニア

『FFX』『FFXII』『FFXIII』『FFXIII-2』で採用された形式。シナリオアルティマニアは主にこれ一冊でゲームの攻略はでき、ゲーム全体の把握は可能。バトルアルティマニアはシナリオアルティマニアで省略された、モンスターやアイテムデータが中心になっている。完全にやり込みデータ向けでバトル以外の攻略はほぼ皆無である。
- 上記以外に『ディシディア デュオデシム ファイナルファンタジー』では「ACTION SIDE」と「RPG SIDE」、『ファイナルファンタジーXV』では「SCENARIO SIDE」と「BATTLE+MAP SIDE」に分冊されている。

アルティマニアオメガ
シナリオとバトルから更に踏み込んだ攻略内容が掲載されている形式。シナリオ面はストーリー考察とセリフ分岐、バトル面は計算式ややり込みの紹介が中心となる。インタビューや画集など、ファンブックに近い内容で通常の攻略にはあまり役に立たない。最近ではセリフ全集やロケーションの紹介に大きくページが割かれ、『FFX』まで発行されていたメモリアルアルバムシリーズ的な傾向が強くなった。『FFVII』においては、攻略本としての『アルティマニア』が現在出版されていないにもかかわらず（攻略本は『解体真書』として出版）、『アルティマニアオメガ』が先行出版された。
アルティマニアアルファ
ストーリー紹介やシナリオ考察などファンブック的な要素が強いが、それまでのシリーズの簡易的な攻略も掲載されている。アルティマニアの読み物としてのエッセンスを抽出した内容になっているといえる。
ワールドアルティマニア
現在『FFCC』『アナザーエデン』のみの形式。
アニバーサリーアルティマニア、メモリアルアルティマニア
開発資料やストーリー総括など、ファンブック的内容。
マテリアルアルティマニア
開発資料に特化した形態。A4判で出版。
デジタルアルティマニア
スマートフォン用アプリーケション。スマートフォン用ゲーム向けとなり、プレイデータ連動により相互に影響を及ぼす。

## シリーズ一覧

### スタジオベントスタッフ編
発売日の●印はデジキューブ版、それ以外はスクウェア・エニックス版
| 書名                                                                                   | 発売日                                  | ISBNコード             | 備考 |
| -------------------------------------------------------------------------------------- | --------------------------------------- | ---------------------- | --- |
| ファイナルファンタジーVIII ULTIMANIA                                                   | 1999年3月31日● 2004年6月25日            | ISBN 978-4-7575-1243-6 | 電子書籍版：2019年9月6日発売 |
| サガ フロンティア2 ULTIMANIA                                                           | 1999年6月18日● 2006年7月20日            | ISBN 978-4-7575-1733-2 | 電子書籍版：2025年4月7日発売 |
| 聖剣伝説 LEGEND OF MANA ULTIMANIA                                                      | 1999年9月30日● 2004年7月1日             | ISBN 978-4-7575-1250-4 | 電子書籍版：2021年6月24日発売 |
| クロノ・クロス ULTIMANIA                                                               | 2000年1月27日● 2004年7月30日            | ISBN 978-4-925075-73-2 | 電子書籍版：2022年4月7日発売 |
| ベイグラントストーリー ULTIMANIA                                                       | 2000年4月13日● 2006年7月20日            | ISBN 978-4-925075-75-6 | |
| ファイナルファンタジーIX Online ULTIMANIA                                              | 2000年12月29日 - 2002年2月28日          | -                      | インターネット上で公開 |
| ファイナルファンタジーX SCENARIO ULTIMANIA                                             | 2001年9月14日● 2004年5月28日            | ISBN 978-4-7575-1215-3 | |
| ファイナルファンタジーX BATTLE ULTIMANIA                                               | 2001年9月14日● 2004年5月28日            | ISBN 978-4-7575-1216-0 | |
| ファイナルファンタジーX ULTIMANIA Ω                                                    | 2002年1月31日● 2004年5月28日            | ISBN 978-4-7575-1214-6 | |
| ファイナルファンタジーIX ULTIMANIA                                                     | 2002年2月28日● 2004年6月25日            | ISBN 978-4-7575-1244-3 | 「ファイナルファンタジーIX Online ULTIMANIA」の書籍化 電子書籍版：2019年7月26日発売 |
| キングダム ハーツ ULTIMANIA                                                            | 2002年6月13日●                          | ISBN 978-4-88787-042-0 | スクウェア・エニックスから再版されていない |
| キングダム ハーツ ULTIMANIA 増補改訂版                                                 | 2003年1月9日● 2004年12月17日            | ISBN 978-4-7575-1349-5 | 「キングダム ハーツ ULTIMANIA」に、『キングダム ハーツ －ファイナル ミックス－』の内容を64ページ追加した増補改訂版 |
| ファイナルファンタジーX-2 ULTIMANIA                                                    | 2003年5月31日● 2004年4月16日            | ISBN 978-4-7575-1205-4 | デジキューブ版は限定版「ファイナルファンタジーX-2 ULTIMANIA featuring PAINE strap」も同時発売 |
| ファイナルファンタジーX-2 ULTIMANIA Ω                                                  | 2004年2月13日                           | ISBN 978-4-7575-1161-3 | |
| ファイナルファンタジー・クリスタルクロニクル WORLD ULTIMANIA                           | 2004年3月19日                           | ISBN 978-4-7575-1162-0 | 電子書籍版：2020年8月27日発売 |
| ファイナルファンタジーX-2 インターナショナル+ラストミッション ULTIMANIA                | 2004年4月16日                           | ISBN 978-4-7575-1163-7 | |
| キングダム ハーツ チェイン オブ メモリーズ ULTIMANIA                                   | 2004年12月17日                          | ISBN 978-4-7575-1344-0 | |
| ロマンシング サガ -ミンストレルソング- ULTIMANIA                                       | 2005年7月15日                           | ISBN 978-4-7575-1487-4 | 電子書籍版：2022年11月1日発売 |
| ファイナルファンタジーVII ULTIMANIA Ω                                                  | 2005年9月9日                            | ISBN 978-4-7575-1520-8 | 電子書籍版：2019年6月10日発売 |
| キングダム ハーツ シリーズ ULTIMANIA α 〜イントロダクション オブ キングダム ハーツII〜 | 2005年12月9日                           | ISBN 978-4-7575-1597-0 | |
| キングダム ハーツII ULTIMANIA                                                          | 2006年2月23日                           | ISBN 978-4-7575-1621-2 | 電子書籍版：2020年11月11日発売 |
| ファイナルファンタジーXII SCENARIO ULTIMANIA                                           | 2006年6月16日                           | ISBN 978-4-7575-1696-0 | |
| ファイナルファンタジーXII BATTLE ULTIMANIA                                             | 2006年6月16日                           | ISBN 978-4-7575-1697-7 | |
| ファイナルファンタジーXII ULTIMANIA Ω                                                  | 2006年11月24日                          | ISBN 978-4-7575-1821-6 | シリーズで初めてカバーがマット処理に |
| キングダム ハーツII ファイナル ミックス+ ULTIMANIA                                     | 2007年5月2日                            | ISBN 978-4-7575-2013-4 | 電子書籍版：2020年11月11日発売 |
| ファイナルファンタジーXII レヴァナント・ウイング ULTIMANIA                             | 2007年6月14日                           | ISBN 978-4-7575-2024-0 | |
| ファイナルファンタジーXII インターナショナル ゾディアックジョブシステム ULTIMANIA      | 2007年9月6日                            | ISBN 978-4-7575-2100-1 | |
| ファイナルファンタジーVII 10th ANNIVERSARY ULTIMANIA                                   | 2007年9月13日                           | -                      | サントリーフーズの清涼飲料水「FINAL FANTASY VII 10th ANNIVERSARY POTION」に同梱 |
| クライシス コア ファイナルファンタジーVII ULTIMANIA                                    | 2007年10月18日                          | ISBN 978-4-7575-2126-1 | |
| ファイナルファンタジー 20th ANNIVERSARY ULTIMANIA File1：キャラクター編                | 2008年1月31日                           | ISBN 978-4-7575-2206-0 | |
| ファイナルファンタジー 20th ANNIVERSARY ULTIMANIA File2：シナリオ編                    | 2008年4月10日                           | ISBN 978-4-7575-2251-0 | |
| ファイナルファンタジー 20th ANNIVERSARY ULTIMANIA File3：バトル編                      | 2008年6月19日                           | ISBN 978-4-7575-2320-3 | |
| ディシディア ファイナルファンタジー ULTIMANIA α                                        | 2008年12月4日                           | ISBN 978-4-7575-2466-8 | |
| クロノ・トリガー ULTIMANIA                                                             | 2009年1月20日                           | ISBN 978-4-7575-2469-9 | 電子書籍版：2018年2月27日発売 |
| ディシディア ファイナルファンタジー ULTIMANIA                                          | 2009年1月29日                           | ISBN 978-4-7575-2488-0 | |
| ファイナルファンタジーVII 10th ANNIVERSARY ULTIMANIA 増補改訂版                        | 2009年4月16日 （2020年6月18日追加生産） | ISBN 978-4-7575-2560-3 | 「ファイナルファンタジーVII 10th ANNIVERSARY ULTIMANIA」の内容に、『クライシス コア ファイナルファンタジーVII』『ファイナルファンタジーVII アドベントチルドレン コンプリート』情報を加筆した増補改訂版 電子書籍版：2019年6月10日発売 |
| ファイナルファンタジーXI STORY ULTIMANIA Ver.090409                                    | 2009年6月11日                           | ISBN 978-4-7575-2507-8 | |
| キングダム ハーツ 358/2 Days ULTIMANIA                                                 | 2009年6月25日                           | ISBN 978-4-7575-2578-8 | |
| ファイナルファンタジーXIII SCENARIO ULTIMANIA                                          | 2010年1月28日                           | ISBN 978-4-7575-2775-1 | |
| ファイナルファンタジーXIII BATTLE ULTIMANIA                                            | 2010年1月28日                           | ISBN 978-4-7575-2776-8 | |
| キングダム ハーツ バース バイ スリープ ULTIMANIA                                       | 2010年3月25日                           | ISBN 978-4-7575-2788-1 | 電子書籍版：2020年11月11日発売 |
| ファイナルファンタジーXIII ULTIMANIA Ω                                                 | 2010年9月30日                           | ISBN 978-4-7575-2958-8 | |
| キングダム ハーツ Re：コーデッド ULTIMANIA                                             | 2010年11月4日                           | ISBN 978-4-7575-3050-8 | |
| ディシディア デュオデシム ファイナルファンタジー ULTIMANIA -ACTION SIDE-               | 2011年3月10日                           | ISBN 978-4-7575-3161-1 | |
| ディシディア デュオデシム ファイナルファンタジー ULTIMANIA -RPG SIDE-                  | 2011年3月31日                           | ISBN 978-4-7575-3162-8 | |
| ファイナルファンタジー零式 ULTIMANIA                                                   | 2011年11月30日                          | ISBN 978-4-7575-3432-2 | 電子書籍版：2021年12月17日発売 |
| ファイナルファンタジーXIII-2 SCENARIO ULTIMANIA                                        | 2012年1月31日                           | ISBN 978-4-7575-3496-4 | |
| ファイナルファンタジーXIII-2 BATTLE ULTIMANIA                                          | 2012年1月31日                           | ISBN 978-4-7575-3497-1 | |
| キングダム ハーツ 3D ［ドリーム ドロップ ディスタンス］ ULTIMANIA                      | 2012年5月1日                            | ISBN 978-4-7575-3615-9 | 電子書籍版：2020年11月11日発売 |
| ファイナルファンタジーXIII-2 ULTIMANIA Ω                                               | 2012年6月21日                           | ISBN 978-4-7575-3619-7 | |
| ファイナルファンタジー 25th MEMORIAL ULTIMANIA Vol.1                                   | 2012年12月18日                          | ISBN 978-4-7575-3769-9 | |
| ファイナルファンタジー 25th MEMORIAL ULTIMANIA Vol.2                                   | 2012年12月18日                          | ISBN 978-4-7575-3770-5 | |
| ファイナルファンタジー 25th MEMORIAL ULTIMANIA Vol.3                                   | 2012年12月18日                          | ISBN 978-4-7575-3771-2 | |
| ライトニング リターンズ ファイナルファンタジーXIII ULTIMANIA                           | 2013年12月19日                          | ISBN 978-4-7575-4158-0 | |
| ファイナルファンタジーX HD リマスター ULTIMANIA                                        | 2013年12月26日                          | ISBN 978-4-7575-4159-7 | 「FFX シナリオアルティマニア」「FFX バトルアルティマニア」の再編集合本 電子書籍版：2018年11月16日発売 |
| ファイナルファンタジーX-2 HD リマスター ULTIMANIA                                      | 2014年1月30日                           | ISBN 978-4-7575-4160-3 | 「FFX-2 アルティマニア」「FFX-2 インターナショナル＋ラストミッション アルティマニア」の再編集合本 電子書籍版：2018年11月16日発売 |
| キングダム ハーツ シリーズ MEMORIAL ULTIMANIA                                          | 2014年10月2日                           | ISBN 978-4-7575-4384-3 | シリーズ初のB5判 |
| バイオハザード リベレーションズ2 ULTIMANIA                                             | 2015年3月26日                           | ISBN 978-4-7575-4600-4 | バイオハザードシリーズ唯一のULTIMANIA |
| ファイナルファンタジーXV ULTIMANIA SCENARIO SIDE                                       | 2016年12月28日                          | ISBN 978-4-7575-5214-2 | 電子書籍版：2019年3月26日発売 |
| ファイナルファンタジーXV ULTIMANIA BATTLE+MAP SIDE                                     | 2016年12月28日                          | ISBN 978-4-7575-5215-9 | 電子書籍版：2019年3月26日発売 |
| ファイナルファンタジーXII ザ ゾディアック エイジ ULTIMANIA                             | 2017年7月13日                           | ISBN 978-4757553392    | 電子書籍版：2019年4月25日発売 |
| ディシディア ファイナルファンタジーNT ULTIMANIA                                        | 2018年1月11日                           | ISBN 978-4757556157    | |

### スタジオベントスタッフ/デジタルハーツ編
| 書名                                                               | 発売日         | ISBNコード             | 備考 |
| ------------------------------------------------------------------ | -------------- | ---------------------- | --- |
| アナザーエデン 時空を超える猫 WORLD ULTIMANIA                      | 2018年7月31日  | ISBN 978-4757558007    | |
| キングダム ハーツIII ULTIMANIA                                     | 2019年2月28日  | ISBN 978-4757560017    | 以降、ULTIMANIAシリーズは原則B5判で出版 |
| ファイナルファンタジー ブレイブエクスヴィアス DIGITAL ULTIMANIA    | 2019年7月17日  | -                      | シリーズ初のスマートフォン（iOS、Android）用アプリーケション プレイデータと連係し、プレイヤーの進捗に応じて表示内容が変化する ダウンロード無料、定期購読月額800円 |
| ファイナルファンタジーVII リメイク ULTIMANIA                       | 2020年4月28日  | ISBN 978-4757565869    | |
| ファイナルファンタジーVII リメイク マテリアル ULTIMANIA            | 2020年10月29日 | ISBN 978-4-7575-6869-3 | シリーズ初のA4判 以降、マテリアル ULTIMANIAシリーズはA4判で出版                                                                                                   |
| ファイナルファンタジーVII リメイク マテリアル ULTIMANIA Plus       | 2021年7月15日  | ISBN 978-4757573475    | 『ファイナルファンタジーVII リメイク インターグレード』の開発素材も含めた、マテリアル ULTIMANIAの第2弾                                                            |
| ファイナルファンタジーI-VI ピクセルリマスター メモリアル ULTIMANIA | 2023年4月20日  | -                      | 『ファイナルファンタジーI-VI ピクセルリマスター FF35周年限定特装版』に同梱                                                                                        |

### デジタルハーツ編
| 書名                                                    | 発売日         | ISBNコード          | 備考 |
| ------------------------------------------------------- | -------------- | ------------------- | ---- |
| ファイナルファンタジーXVI ULTIMANIA                     | 2023年9月7日   | ISBN 978-4757587076 |      |
| ファイナルファンタジーVII リバース ULTIMANIA            | 2024年4月12日  | ISBN 978-4757591349 |      |
| ファイナルファンタジーVII リバース マテリアル ULTIMANIA | 2024年12月27日 | ISBN 978-4757595408 |      |

## 関連書籍
エンターブレイン（現：KADOKAWA）から発行されるスタジオベントスタッフによる攻略本には「解体真書」というシリーズ名がつけられる。主に「アルティマニアレーベル」が開始する前の旧スクウェアの攻略本や、カプコン作品で用いられている。
『ドラゴンクエストVIII 空と海と大地と呪われし姫君』や『トルネコの大冒険2』『同3』（携帯ゲーム機移植版も含む）、『ポケモン不思議のダンジョン』において、「アルティマニア」を冠しないものの、スタジオベントスタッフにより公式ガイドブックが制作された。これらは、攻略本のコンセプトとして、プレイヤーが自力で解かないと分からない部分を残すようにしているため、「アルティマニア」には含まれない。